# Pochylec
Pochylec, nazývaný také Wędrowiec, je vápencová skalní věž na levém břehu řeky Prądnik v údolí Dolina Prądnika v Ojcowském národním parku na vysočině Wyżyna Olkuska patřící do geomorfologické oblasti Krakovsko-čenstochovská jura (Wyżyna Krakowsko-Częstochowska) v jižním Polsku. Nachází se nad silnicí č. 773 Suloszowa - Skała, ve gmině Skała v okrese Krakov v Malopolském vojvodství. Je to turisticky, geograficky a horolezecky atraktivní nakloněná (převislá) skalní věž. Horolezecké cesty jsou zde velmi těžké. Pochylec, jako krasový útvar, vznikl postupným vypreparováním a erozí pevnější skály z vápencových usazenin po zaniklém pravěkém moři.

## Další informace
Skála je celoročně volně přístupná a patří do malé místní skupiny skal nazvané Pochylce. Horolezectví je regulované.

## Galerie

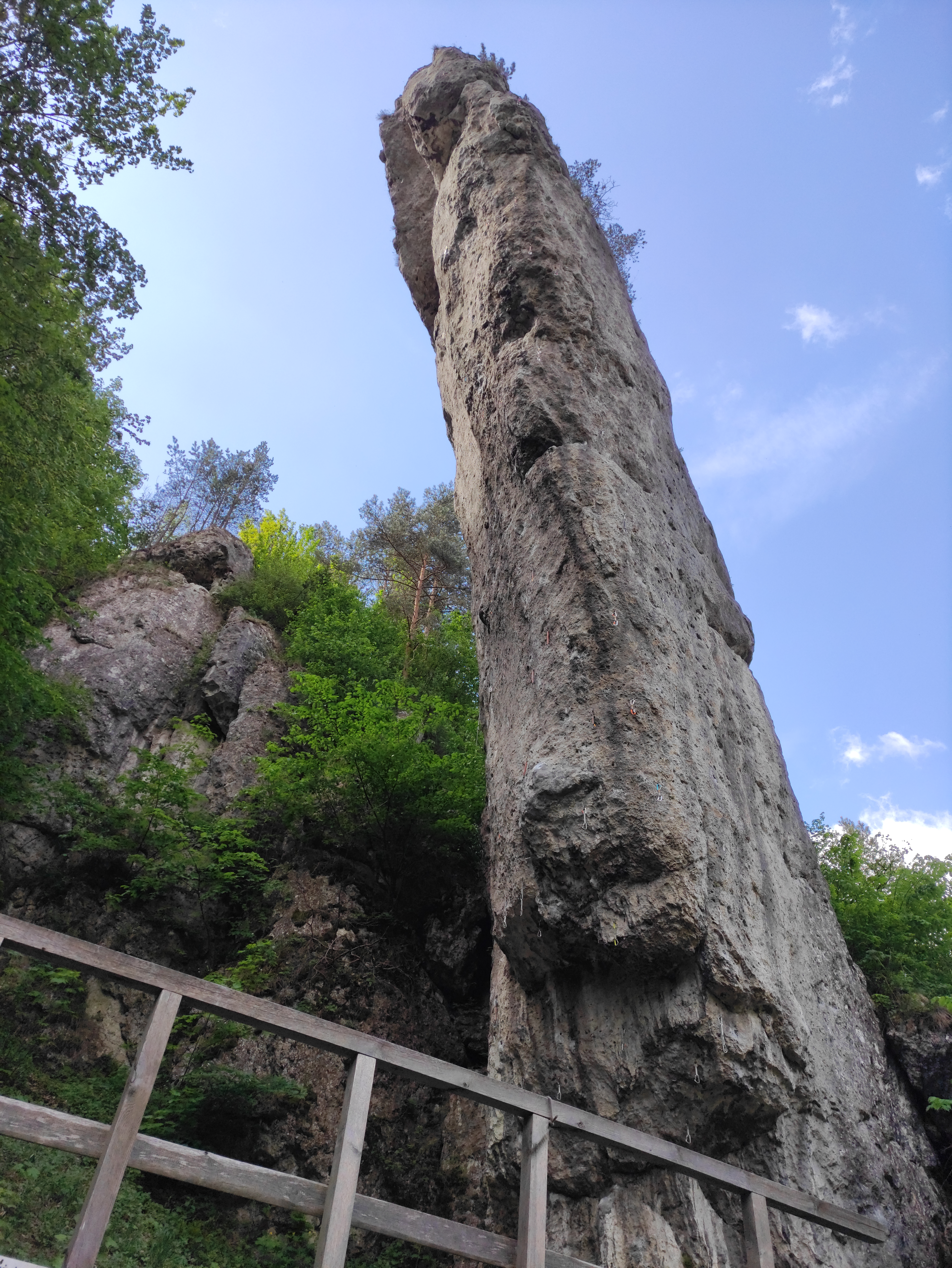
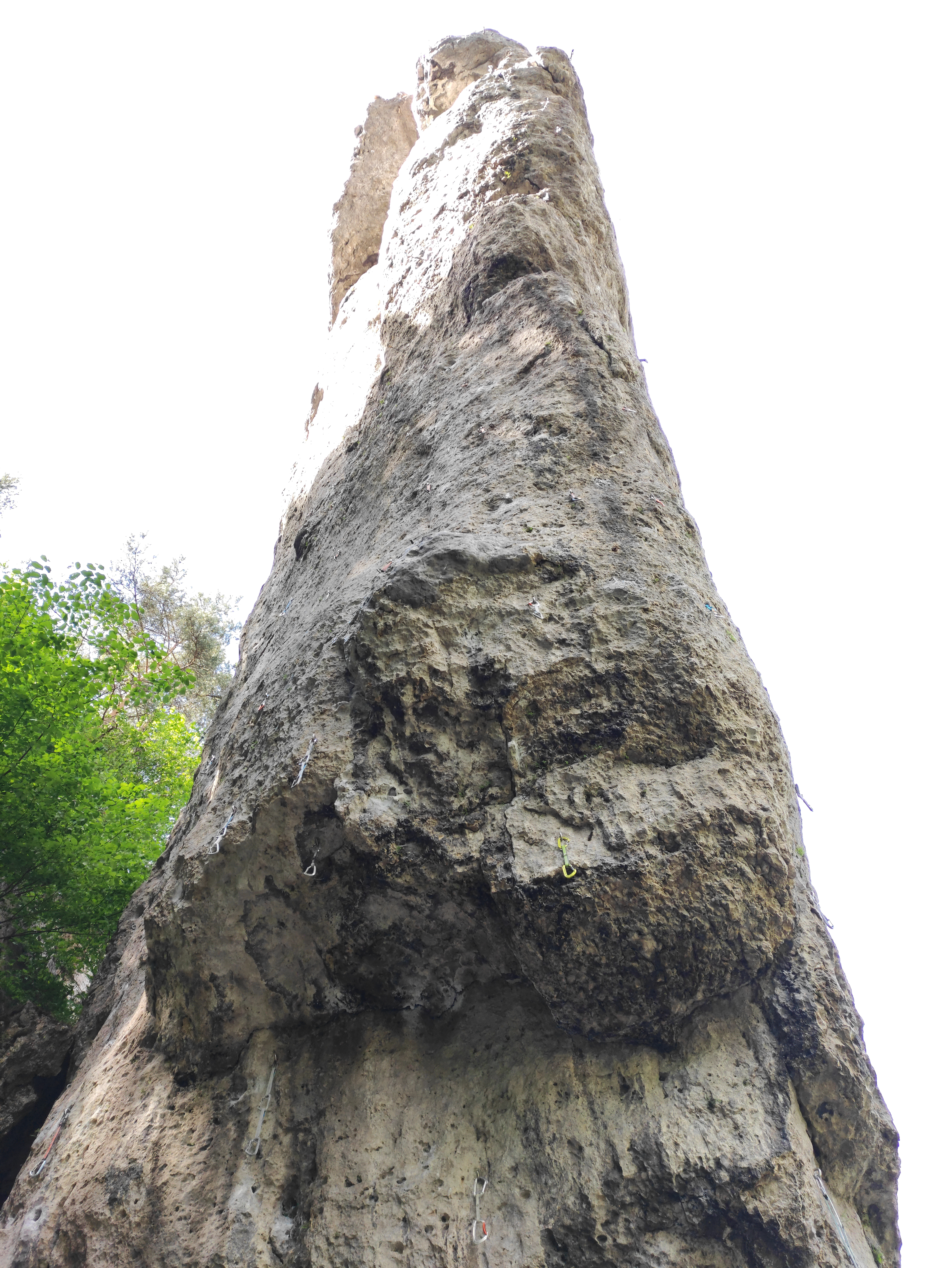
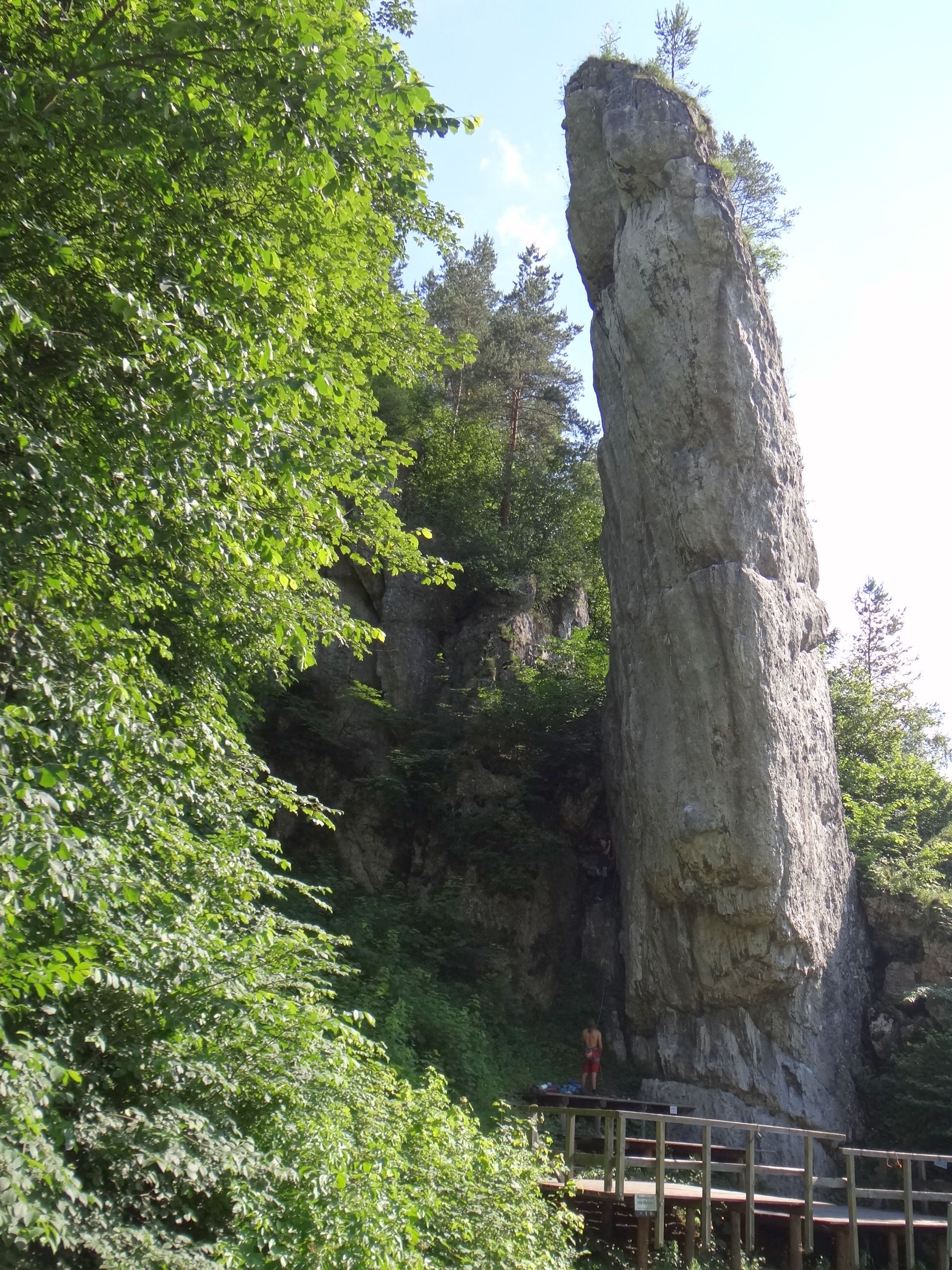